# Саманта Картер
Саманта «Сем» Картер (англ. Samantha «Sam» Carter, нар. 29 грудня 1968) — персонаж науково-фантастичних телесеріалів «Зоряна брама: SG-1» і «Зоряна брама: Атлантида», яку грає Аманда Таппінг.
Доктор Саманта Картер — геній астрофізики. Вона експерт у технології брами та може прочитати майже все, що стосується символіки на брамі й утворення з них адрес. Вперше з'являється в серіалі «Зоряна брама: SG-1» в епізоді «Діти Богів».
Саманта Картер є основним персонажем серіалу «Зоряна брама: SG-1». Це блискучий молодий астрофізик і капітан військово-повітряних сил США, яка долучається до команди SG-1 на чолі з полковником Джеком О'Ніллом на початку серіалу. У третьому сезоні вона стає майором, а у восьмому — підполковником і сама очолює SG-1. В телесеріалі між Картер і О'Ніллом неодноразово виявляються романтичні почуття, але їх стосунки ніколи не заходять далеко за винятком альтернативних реальностей. В останніх двох сезонах Саманта Картер допомагає підполковникові Кемерону Мітчеллу, який також стає членом SG-1. Після її появи у фільмі «Зоряна брама: Ковчег правди» вона стає полковником і призначається новим командиром експедиції до Атлантиди у четвертому сезоні телесеріалу «Зоряна брама: Атлантида». Після цього вона знову у складі команди SG-1 бере участь у фільмі «Зоряні брами: Континуум». Саманта Картер з'являлася в усіх сезонах телесеріалу «Зоряна брама: Атлантида», а також має взяти участь у його першому фільмі-продовженні та третьому фільмі за мотивами телесеріалу «Зоряна брама: SG-1».

## Визнання
За роль Саманти Картер Аманда Таппінг була номінована на премію "Лев": 
2000 року в категорії "Драматичний серіал: Найкраща головна жіноча роль" за епізод "Точка зору";
2003 рік — за епізод "Вознесіння";
2004 рік — за епізод "Грейс";
2005 рік — за епізод "Нитки".
Премія "Сатурн" у категорії "Найкраща актриса другого плану на телебаченні" у 1999, 2000, 2001, 2002, 2003 і 2004 роках. 
Номінація на премію Gemini Award у 2001 році в категорії "Найкраще виконання акторкою постійної головної драматичної ролі".
У 2008 році номінація на премію Constellation Award в категорії "Видатний канадський внесок у науково-фантастичне кіно або телебачення у 2008 році".
AOL назвав її одним зі 100 найбільш пам'ятних жіночих телевізійних персонажів.

## Виноски
1. ↑  Знімок екрану персональної інформації про Саманту Картер з четвертого сезону, епізоду «Істота».
2. ↑  Вест, Келлі (28 вересня 2008). Amanda Tapping Talks About Sanctuary. cinemablend.com. Архів оригіналу за 27 серпня 2011. Процитовано 10 жовтня 2008.
3. ↑  GateWorld - Stargate News: 'SG-1 grabs six Leo Award nominations'. web.archive.org. 21 жовтня 2012. Архів оригіналу за 21 жовтня 2012. Процитовано 5 червня 2023. [Архівовано 2016-03-03 у Wayback Machine.]
4. ↑  LEO AWARDS, 2005 Winners. web.archive.org. 9 березня 2009. Архів оригіналу за 9 березня 2009. Процитовано 5 червня 2023. [Архівовано 2007-09-27 у Wayback Machine.]
5. ↑  GateWorld - Stargate News: 'Stargate SG-1 wins Saturn Award'. web.archive.org. 21 жовтня 2012. Архів оригіналу за 21 жовтня 2012. Процитовано 5 червня 2023. [Архівовано 2012-12-20 у Archive.is]
6. ↑  GateWorld - Stargate News: 'SG-1 grabs four Saturn nominations'. web.archive.org. 21 жовтня 2012. Архів оригіналу за 21 жовтня 2012. Процитовано 5 червня 2023. [Архівовано 2016-03-03 у Wayback Machine.]
7. ↑  - The Envelope - LA Times. web.archive.org. 8 липня 2008. Архів оригіналу за 8 липня 2008. Процитовано 5 червня 2023.
8. ↑  GateWorld - Stargate News: November 9, 2001. web.archive.org. 21 жовтня 2012. Архів оригіналу за 21 жовтня 2012. Процитовано 5 червня 2023. [Архівовано 2012-10-21 у Wayback Machine.]
9. ↑  The Constellation Awards - A Canadian Award for Excellence in Film & Television Science Fiction. web.archive.org. 17 лютого 2012. Архів оригіналу за 17 лютого 2012. Процитовано 5 червня 2023. [Архівовано 2012-02-17 у Wayback Machine.]
10. ↑  100 Most Memorable Female TV Characters. web.archive.org. 31 травня 2013. Архів оригіналу за 31 травня 2013. Процитовано 5 червня 2023. [Архівовано 2013-05-31 у Wayback Machine.]